# SkyAlps
SkyAlps, parfois écrit Sky Alps, est une compagnie aérienne régionale italienne basée à Bolzano. Créée en 2021 pour desservir les Dolomites, elle assure des vols vers une quinzaine de destinations européennes.

## Histoire
La compagnie a été constituée en mai 2020 par Josef Gostner, un entrepreneur originaire du Trentin-Haut-Adige, après le rachat l'année précédente de l'aérodrome de Bolzano à la Province autonome de Bolzano par sa société ABD Holding srl. Du fait de la crise du COVID-19, le démarrage effectif de son activité a eu lieu le 17 juin 2021 avec des vols à destination d'Olbia, Ibiza et quelques jours plus tard Berlin-Brandebourg.
Dans l'année qui suit, l'offre s'étoffe avec des vols à destination de Düsseldorf, Hambourg, Copenhague, Brindisi, Cagliari, Lamezia Terme et Brač. En décembre 2022 est inaugurée une liaison avec Anvers.
Début 2023, la compagnie ouvre de nouvelles liaisons avec Billund, Cassel et Dubrovnik.
En mars 2025, l'Autorité Italienne de l'Aviation Civile (en) (Ente Nazionale per l'Aviazione Civile) immobilise sept des huit DHC-8-400 de la compagnie suite à des irrégularités constatées dans la maintenance de sa flotte. Selon l'audit, la maintenance programmée n'a pas été effectuée et les registres ont été falsifiés. Bien que SkyAlps affirme avoir externalisé la maintenance, la compagnie aérienne en demeure globalement responsable, d'où la décision d'immobilisation au sol.

## Flotte

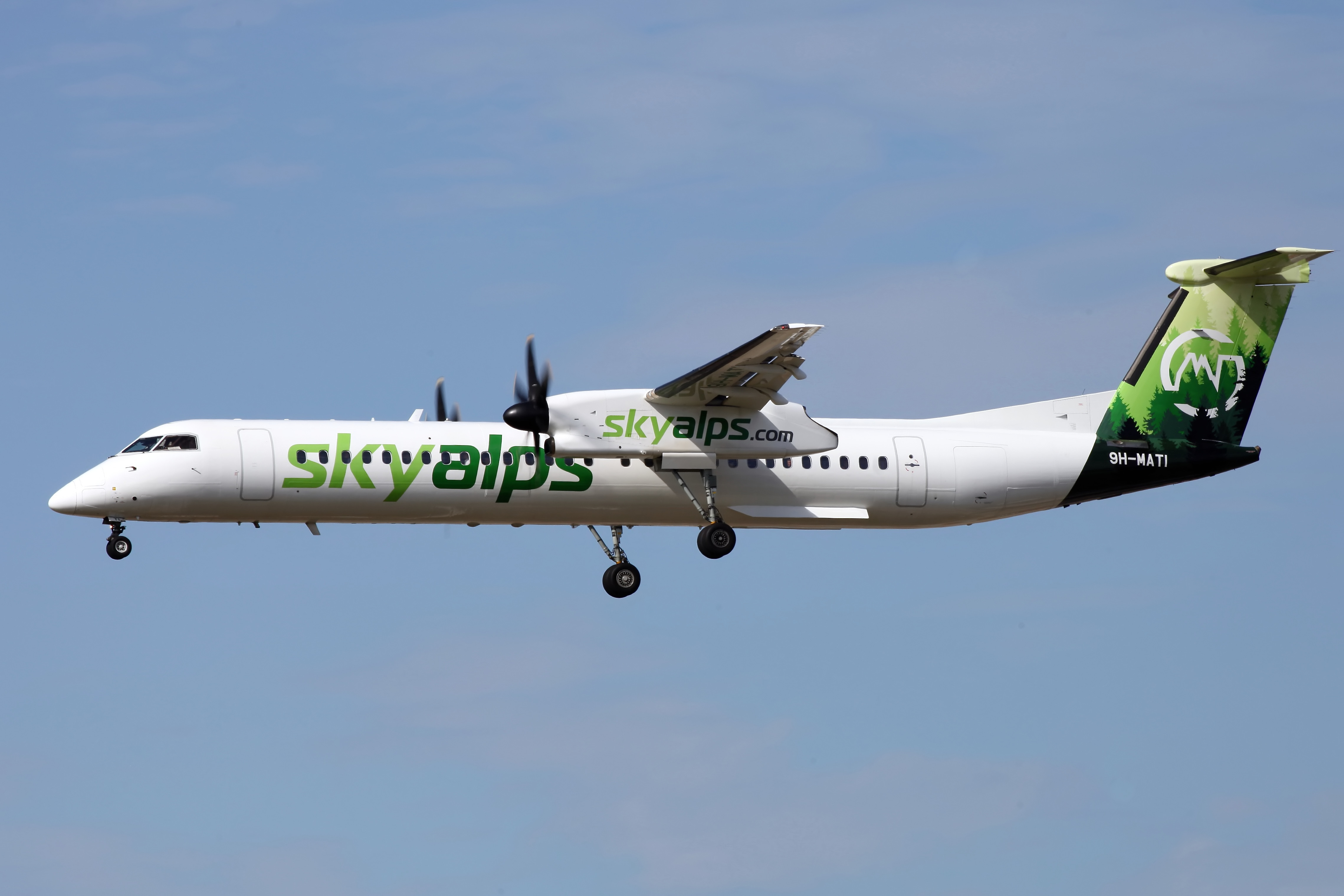
Dash-8 Q400 de SkyAlps.

Les appareils Dash DHC-8 Q400 (fabriqués par De Havilland/Bombardier) opérant pour SkyAlps sont loués à la société Luxwing Malta. À l'été 2023, on compte quatre appareils opérationnels sur une flotte totale de six aéronefs d'un âge moyen de quinze ans. En décembre 2024, la flotte totale est portée à 14 appareils DHC-8 de 16,5 années d'âge moyen, dont 8 en service.
En mars 2025, la compagnie aérienne possède quatorze DHC-8-400. Cependant, six d'entre eux ne sont pas encore entrés en service. Dix sont immatriculés à Malte, les quatre restants sur le registre autrichien.  
| Appareil    | En service | Parqués | Passagers | Notes |
| ----------- | ---------- | ------- | --------- | ----- |
| Dash-8 Q400 | 8          | 6       | 78        |       |
| Total       | 8          | 6       |           |       |